# Sup'Biotech
L'Institut Sup'Biotech de Paris (Sup'Biotech) è una scuola di ingegneria francese, privata, specializzata nell'biologia e le biotecnologia che si trova a Villejuif (Val-de-Marne), vicino a Parigi, e Lione.
Fondata nel 2003, si è chiamata ISBP prima di diventare Sup'Biotech nel 2005.

## Didattica

### Diploma di scuola superiore
Sup'Biotech offre corsi di livello laurea specialistica, di master  di secondo livello. La formazione dura 5 anni e tratta da tutti gli aspetti dell'biologia, biotecnologia, informatica e ingegneria. Inoltre ci sono altri corsi come l'economia, il management, la comunicazione e varie lingue straniere.

## Specialità
La scuola propone 5 specialità di terzo anno:
- 1: Salute, farmacia
- 2: Ambiente
- 3: Cosmetico
- 4: Cibo
- 5: Bioinformatica

## Internazionale
La scuola ha stabilito stretti contatti con altre università, tramite l'abilitazione di scambi di studenti, doppie lauree, doppi dottorati, e la partecipazione a diversi progetti di ricerca e reti di eccellenza europee.